# Assedio di Angers
L'assedio di Angers è stata una battaglia delle Guerre di Vandea, avvenuta il 3-4 dicembre 1793 ad Angers, combattuta tra l'esercito repubblicano e l'Esercito cattolico e reale.
In seguito alla sconfitta di Virée de Galerne, i vandeani tentarono di prendere la città di Angers per attraversare Loira e rientrare più velocemente in Vandea.

Il 3 dicembre, si lanciarono all'attacco e riuscirono a prendere la porta "Cupif" al prezzo di pesanti perdite. Ma le truppe repubblicane, comandate da Bouin de Marigny arrivarono in rinforzo attaccando alle spalle i vandeani, cosa che causò il panico tra le loro file e li costrinse alla fuga.
Dopo che la città fu salvata, Francastel ordinò che le teste dei vandeani e dei chouan uccisi durante il combattimento, fossero tagliate ed esposte in città. Pitre-Chevalier scrisse anche che i sanculotti, sull'ordine di Levasseur "fecero una processione lustrale, e bruciarono l'incenso della patria per purificare le loro pareti del contatto con le teste monarchiche"